# Trận Actium
Trận Actium là trận chiến có ý nghĩa quyết định trong chuỗi các cuộc nội chiến thời Cộng hòa La Mã, với hai phe tham chiến: một bên là lực lượng của Octavius và một bên là liên minh giữa Marcus Antonius và nữ hoàng Cleopatra. Trận chiến nổ ra ngày 2 tháng 9 năm 31 TCN trên biển Ionia gần thuộc địa Actium (thuộc Hy Lạp) của La Mã. Hải quân của Octavius được chỉ huy bởi tướng Marcus Vipsanius Agrippa, trong khi lực lượng của Antony được bổ sung thêm bởi hải quân của nữ hoàng Cleopatra VII của nhà Ptolemaios nước Ai Cập.
Chiến thắng của Octavius cho phép ông củng cố quyền lực trên toàn Đế chế La Mã và các thuộc địa, đưa đến việc viện Nguyên lão phải tôn ông là Princeps ("Công dân thứ nhất") và danh hiệu Augustus. Từ đây, ông trở thành người đứng đầu nhà nước La Mã. Nhiều sử gia cho rằng sự củng cố quyền lực và nhận tước hiệu Augustus của Octavius sau chiến thắng này đã đánh dấu kết thúc của thời Cộng hòa La Mã và bắt đầu thời kỳ Đế chế La Mã (nhưng một số sử gia khác cho rằng sự kết thúc của thời Cộng hòa La Mã là việc Julius Caesar bị ám sát).

## Bối cảnh
Thỏa thuận chính trị Tam đầu chế lần thứ 2 bị phá vỡ khi Octavius cảm nhận được mối hiểm họa từ Caesarion, người con trai ruột của nữ hoàng Ai Cập Cleopatra và Julius Caesar. Vào năm 44 TCN, theo di chúc, Octavius trở thành người thừa kế hợp pháp duy nhất của Julius Caesar, một nhà lãnh đạo La Mã vĩ đại. Nguồn gốc quyền lực, sự trung thành của các quân đoàn và tướng lĩnh đối với Octavius có được phần lớn nhờ vị trí này. Tuy nhiên, lợi thế này bị đe dọa khi Antonius, người cùng hợp tác chính trong tam đầu chế, li dị với chị ông là bà Octavia Trẻ và đến Ai Cập để liên minh với người yêu là nữ hoàng Cleopatra. Bước tiếp theo trong chiến lược của Antonius là cố gắng để Caesarion được chấp nhận là người thừa kế hợp pháp của Julius Caesar. Thật vậy, vào năm 34 TCN, Caesarion lúc đó 13 tuổi chính thức được Antonius và Cleopatra trao quyền lực dưới danh hiệu "Vua của các Vua".
Nhiều chính trị gia của La Mã tin rằng Antonius đã cố sức để thống trị Ai Cập và nhiều vương quốc ở phía đông, trong khi vẫn duy trì ảnh hưởng của mình tại các quân đoàn ở vùng phía đông La Mã. Những hành động của Antonius khiến nhiều người La Mã không vừa ý, và Octavius đã tranh thủ lợi thế này để thu phục nhân tâm của người dân La Mã về phía mình. Ông đáp trả Antonius bằng cách phát động một cuộc chiến tuyên truyền, tố cáo Antonius là một mối đe dọa của La Mã. Theo Octavius, mục đích cuối cùng của Antonius là thiết lập một chế độ chuyên chế trên toàn La Mã dựa vào Caesarion và chi phối toàn bộ Viện Nguyên lão. Khi thỏa thuận tam đầu chế hết hạn vào ngày cuối cùng của năm 33 TCN, Viện nguyên lão tuyên chiến với Cleopatra và hủy bỏ mọi liên kết của Antonius đối với nhà nước La Mã.
Năm 32 TCN, một phần ba Viện Nguyên lão và hai quan chấp chính đứng về phe Antonius. Antonius chuẩn bị hải quân và bộ binh để sẵn sàng đối đầu với Octavius. Octavius cũng không chậm trễ với tình hình. Các hoạt động quân sự bắt đầu vào năm 31 TCN, khi tổng chỉ huy quân của Octavian, tướng Agrippa, chiếm được Methone, một thị trấn Hy Lạp vốn là đồng minh của Antonius.

## Trận chiến
Antonius dự định đột kích vào Italy trong năm 32 TCN, và đã tiến quân tới Corcyra. Nhưng khi bị ngăn trở bởi đội chiến hạm của Octavius, Antonius đành trở về nghỉ đông tại Patrae, trong lúc phần lớn hạm đội của ông trú tại vịnh Ambracian, còn bộ binh thì đóng trại gần mũi đất Actium. Phía đối diện của eo biển dẫn vào vinh Ambracian (vịnh Actium) được bảo vệ bởi một tháp canh và một bộ phận quân đội.
Sau khi những đề nghị thương lượng của Octavius bị từ chối thẳng thừng, cả hai phía sẵn sàng cho một cuộc chiến vào năm sau. Vài tháng đầu năm không có diễn biến gì đáng kể ngoại trừ một vài chiến thắng lẻ tẻ của Agrippa ở bờ biển Hy Lạp, nhằm làm phân tâm Antonius. Tới tháng 8 khi một bộ phận quân đội của Octavius được đưa tới gần doanh trại của Antonius ở phần bắc eo biển, Antonius cũng chưa có động tĩnh gì. Phải mất vài tháng nữa thì toàn lực của Antonius mới tới được nơi mà ông ta đang trú đông. Nhưng trong vài tháng này thì không chỉ Agrippa tiếp tục đột kích vào bờ biển Hy Lạp, mà Octavius cũng có được chiến thắng để đẩy lui quân của Antonius khỏi bờ bắc eo biển và dồn họ vào trại ở phía nam. Cleopatra lúc này khuyên Antonius nên đưa quân vào đồn trú trong các thành phố vững chãi và rút thủy binh về Alexandria. Vì số lượng đông đảo của quân Ai Cập trong lực lượng của Antonius, cũng như là tầm ảnh hưởng cá nhân của Cleopatra, lời khuyên này có vẻ như đã được nghe theo.
Octavius nắm được tình hình và suy nghĩ cách ngăn chặn. Một ý tưởng xuất hiện: để Antonius ra khơi và rồi tấn công. Quyết định tấn công cũng được sự hậu thuẫn từ Agrippa. Vào ngày đầu tiên của tháng 9, ông ta ra lệnh cho hạm đội sẵn sàng chiến đấu. Ngày hôm sau thời tiết ẩm ướt và biển động. Khi kèn trumpet vang lên, hạm đội của Antonius bắt đầu rời khỏi eo biển theo hàng, trong yên lặng. Sau một thoáng chần chừ, Octavius cho hạm đội của mình đi về bên phải và vượt qua tàu địch. Sợ bị bao vây, Antonius buộc phải hạ lệnh tấn công.

### Tương quan lực lượng
Hai bên gặp nhau bên ngoài vịnh Actium vào sáng ngày 2 tháng 9 năm 31 TCN. Hạm đội của Marcus Antonius có 500 thuyền, trong đó có 230 thuyền chiến lớn có tháp trụ với đầy binh sĩ có vũ trang. Thuyền của ông ta sau lưng là vịnh, hướng ra phía biển. Mark Antony và Gellius Publicola chỉ huy cánh phải, Marcus Octavius và Marcus Insteius chỉ huy trung tâm, với lực lượng của Cleopatra đóng phía sau họ, còn Gaius Sosius chịu trách nhiệm cánh trái và cũng là người mở màn đợt tấn công. Viên tướng Publius Canidius Crassus chỉ huy đội quân trên bờ của Antonius.
Lực lượng của Octavius có 250 thuyền chiến và chờ sẵn ở bên ngoài vịnh, quay mặt vào trong. Phía cánh trái của Octavius được chỉ huy bởi vị tướng dày dạn kinh nghiệm là Agrippa, Lucius Arruntius chỉ huy ở trung tâm, và ở cánh phải là Marcus Lurius. Titus Statilius Taurus chỉ huy quân bộ binh của Octavius đóng ở bờ bắc của eo biển.

### Chiến đấu
Trận chiến khốc liệt kéo dài cả buổi chiều mà không phân định thắng bại. Phần lớn thuyền của Antonius là thuyền to năm mái chèo với mũi nhọn lớn, có thể nặng tới 300 tấn. Thuyền của ông phần lớn có trang bị móc sắt, sẽ hiệu quả nếu đánh trúng thuyền địch, nhưng nếu không thành công thì có thể làm hư hại chính tàu mình hoặc gây ra những sự chậm trễ khiến các thủy thủ trên tàu trở thành mồi ngon cho những mùi tên hay lao từ các tàu nhỏ hơn. Mũi tàu được bọc bằng các phiến đồng và gỗ cắt vuông, khiến những đối thủ muốn dùng trang bị tương tự để phá tàu sẽ gặp khó khăn.
Không may cho Antonius là nhiều tàu của ông bị bỏ không; có một đợt sốt rét nặng trong lúc họ đóng quân. Không còn cách nào khác là ông phải thiêu hủy các chiến thuyền bỏ không, và kéo phần còn lại hạm đội sát lại gần nhau hơn. Với nhiều binh lính không thể phục vụ, chiến thuật đâm thẳng vào để phá tàu mà ông dự định được đã không thể thực hiện.
Thuyền của Octavius thì nhỏ hơn và có những thủy thủ có trình độ tốt hơn. mặc dù thuyền của Octavius nhẹ hơn nhưng lại thích ứng tốt hơn trong điều kiện sóng lớn, có khả năng đảo lại rất nhanh và quay lại chiến đấu, cũng như là rút lui rất nhanh để khỏi bị bắn, sau khi đã bắn tên hoặc lao vào tàu địch. Các tàu nhỏ này có thể cơ động hơn tàu của Antonius chuyên phá vỡ tàu địch cùng lúc với việc tấn công thủy thủ trên tàu với một trận mưa tên và đá.
Trước trận chiến, một tướng của Antonius là Quintus Dellius đã quy hàng Octavius và tiết lộ kế hoạch tác chiến của Antonius. Antonius muốn dùng những tàu to nhất để đẩy lùi cánh của Agrippa ở phía bắc của hàng, nhưng hạm đội của Octavius đã biết trước chiến thuật này và tránh khỏi tầm hạm đội của Antonius. Sau giữa trưa, Antonius buộc phải dàn trải tàu ra trở lại để quyết chiến.
Trong trận chiến, Cleopatra ở phía sau đã không chịu nổi sự hồi hộp và vì quá lo lắng nên đã ra hiệu rút lui. Lực lượng của Cleopatra chạy thẳng ra vùng biển ngoài vịnh mà không giao chiến. Có một cơn gió nhẹ thổi đúng hướng, thế là tàu của Cleopatra đã mất dạng. Antonius không nhìn thấy tín hiệu rút lui, và nghĩ rằng đó là do hoảng sợ khi thua trận mà đội tàu đã bỏ chạy. Sự mất tinh thần chiến đấu lan truyền rất nhanh, nhiều tàu phe Antonius đều căng buồm, hạ tháp và các vũ khí hạng nặng xuống khoang. Một số tàu vẫn còn chiến đấu nhưng cũng chỉ được đến đêm khi nhiều chiếc đã bị cháy vì trúng lửa. Antonius hạ cờ xí xuống thuyền nhỏ và mang theo vài thuyền nhỏ trốn thoát. Phần còn lại trong hạm đội của ông đều bị bắt hoặc đánh chìm bởi hải quân của Octavius.
Sau trận chiến, Octavius cố gắng cứu các thủy thủ còn kẹt lại trên các tàu đang cháy, và đã ở lại cả đêm trên thuyền. Ngày hôm sau, những binh sĩ của Antonius không thể trốn thoát được đều quy phục hoặc bị truy đuổi tới tận Macedonia và buộc phải đầu hàng. Trại của Antonius đã bị chiếm và Đế chế La Mã chỉ còn một người chủ duy nhất.

## Sau trận chiến
Trận chiến đã để lại những ảnh hưởng sâu rộng về mặt chính trị. Trong bóng tối, 19 quân đoàn và 12.000 kỵ binh đã tháo chạy trước khi Antonius có thể đối đầu với Octavius trên bộ. Sau khi Antonius mất hạm đội, lực lượng trên bộ của ông ta, vốn ngang với Octavius, đã bỏ trốn với số lượng lớn. Mặc dù không mất đế chế của mình nhưng Antonius đã trở thành một kẻ chạy trốn và phản loạn, không có vị trí pháp lý mà các thành viên nguyên lão đã trao cho ông trước kia. Một vài chiếc tàu trong hạm đội chiến thắng đã truy đuổi Antonius, nhưng Octavius thì tới Hy Lạp và châu Á, và nghỉ đông ở Samos, mặc dù cũng có một thời gian ngắn ông phải tới Brundisium để dẹp loạn và phân chia đất đai.
Ở Samos, Octavius nhận một thông điệp từ Cleopatra với một vương miện vàng và ngai vàng, đề nghị thoái vị. Nữ hoàng tin rằng bà sẽ được đối xử tốt, vì Octavius cũng muốn giữ bà lại cho lễ ăn mừng chiến thắng của ông ta. Antonius, đóng quân ở Paraetonium, cảm thấy bị bỏ rơi, và cầu khẩn Octavius cho ông ta được sống như một dân thường ở Athens. Tới mùa xuân thì ông ta bị tấn công mạnh từ cả hai phía: tướng C. Cornelius Gallus từ Paraetonium, và Octavius đổ bộ vào Pelusium, dường như được sự tiếp ứng của cả Cleopatra. Antonius bị Gallus đánh bại và phải trở về Ai Cập, tiến về Pelusium.
Mặc dù có một trận thắng ở Alexandria vào năm 30 TCN, quân đội của Antonius bỏ trốn càng lúc càng nhiều, khiến ông ta không đủ lực lượng để giao chiến với Octavius. Một thất bại quyết định nữa đã khiến Marcus Antonius tháo chạy khỏi chiến trường. Do một sự hiểu lầm trong việc truyền tin mà ông tưởng rằng Cleopatra đã bị bắt và tự tử. Không trốn thoát lên thuyền được, Antonius đã tự đâm mình và được đưa đến khu lăng tẩm mà Cleopatra đang bị giam cầm, và chết trong tay bà. Nữ hoàng đã cố gắng cầu xin sự tha thứ từ Octavius, nhưng sau đó bà cũng tự tử, còn Octavius giết nốt Caesarion để đảm bảo vị trí của mình như là người thừa kế duy nhất của Julius Caesar.
Chiến thắng trong trận Actium đã giúp Octavius kiểm soát được biển Địa Trung Hải, và ông ta trở thành "Augustus Caesar" và "công dân số một" của thành Rome. Chiến thắng này đã củng cố quyền lực của ông trong mọi tổ chức của người La Mã và đánh dấu bước chuyển từ thời Cộng hòa La mã sang Đế chế La Mã, thống trị châu Âu nhiều thế kỷ sau. Sự đầu hàng của Hy Lạp và cái chết của Cleopatra cũng đánh dấu sự kết thúc của thời đại Hellenistic và vương triều Plotemy. Có thể nói trận Actium là một trong những trận chiến quan trọng nhất trong lịch sử Đế chế La Mã.

## Chú giải
1. ↑  Paul K. Davis, 100 Decisive Battles from Ancient Times to the Present: The World’s Major Battles and How They Shaped History (Oxford: Oxford University Press, 1999), 63.
2. 1 2 3  Shuckburgh, 1917; Page 775 - 779.
3. ↑  Dio Cassius 50:31
4. ↑  Plutarch, Antony
5. ↑  Velleius Paterculus, History of Rome
6. ↑  Cassius Dio, Roman History 50.23.1-3